# Luigi Pernigotti
Luigi Pernigotti (Serravalle Scrivia, 27 agosto 1803 – Genova, 8 agosto 1859) è stato un politico italiano.

## Biografia
Laureatosi in giurisprudenza all'Università di Torino, perfezionò gli studi in teologia e fu ordinato prete nel 1828.
Nel 1830 fu nominato vicario del vescovo di Tortona, Carlo Francesco Carnevale, e cinque anni più tardi divenne vicario di mons. Andrea Charvaz, arcivescovo di Genova.
Fu eletto Deputato del Regno di Sardegna nella I, nella II e nella IV legislatura, eletto nei collegi di Castelnuovo Scrivia (I e II) e di Serravalle (IV).